# Liste der Kulturdenkmäler in Pommern (Mosel)
In der Liste der Kulturdenkmäler in Pommern sind alle Kulturdenkmäler der rheinland-pfälzischen Ortsgemeinde Pommern aufgeführt. Grundlage ist die Denkmalliste des Landes Rheinland-Pfalz (Stand: 21. September 2023).

## Denkmalzonen
| Bezeichnung             | Lage                             | Baujahr    | Beschreibung | Bild |
| ----------------------- | -------------------------------- | ---------- | --- | ---- |
| Denkmalzone Hauptstraße | Hauptstraße 13–23 und 16–24 Lage | um 1910/20 | für die Erweiterung des Ortes zu Beginn des 20. Jahrhunderts charakteristische Bruchsteinbauten mit Zwerchhäusern, um 1910/20 | BW   |

## Einzeldenkmäler
| Bezeichnung                                         | Lage                                                      | Baujahr                            | Beschreibung | Bild                                    |
| --------------------------------------------------- | --------------------------------------------------------- | ---------------------------------- | --- | --------------------------------------- |
| Wohnhaus                                            | Am Kapellenberg 1 Lage                                    | 16. oder 17. Jahrhundert           | spätgotischer Massivbau, im Kern aus dem 16. oder 17. Jahrhundert | BW                                      |
| Schulhaus                                           | Am Spilles 3 Lage                                         | Mitte des 19. Jahrhunderts         | ehemalige Schule; dreigeschossiger Bruchsteinbau, Mitte des 19. Jahrhunderts | Fotos hochladen                         |
| Garten                                              | Am Spilles, Ecke Hauptstraße Lage                         |                                    | ummauerter Garten | Fotos hochladen                         |
| Takenplatten und Grenzsteine                        | Bahnhofstraße, an Nr. 2 Lage                              | 17. und 18. Jahrhundert            | 15 Takenplatten und Grenzsteine, 17. und 18. Jahrhundert | Fotos hochladen                         |
| Winzervilla                                         | Bahnhofstraße 3 Lage                                      | 1910                               | Winzervilla; späthistoristischer Bruchsteinbau, teilweise Fachwerk, 1910; bauliche Gesamtanlage mit Ökonomietrakt | Fotos hochladen                         |
| Friedhof                                            | Burgstraße, auf dem Friedhof Lage                         | 19. und 20. Jahrhundert            | Friedhofskreuz, Mitte des 19. Jahrhunderts; Postament des Grabmals Marquet, zweite Hälfte des 19. Jahrhunderts; Grabkreuz, 20. Jahrhundert; Gesamtanlage                                                                                              | Fotos hochladen                         |
| Erzbischöfliches Burghaus                           | Burgstraße 12 Lage                                        | nach 1414                          | Wohnturm, nach 1414 | Fotos hochladen                         |
| Skulptur                                            | Fahrstraße, an Nr. 5 Lage                                 | 18. oder 19. Jahrhundert           | Steinskulptur, 18. oder 19. Jahrhundert | Fotos hochladen                         |
| Wohnhaus                                            | Hauptstraße 2 Lage                                        | 15. oder 16. Jahrhundert           | spätgotischer Putzbau, 15. oder 16. Jahrhundert, teilweise mit Fachwerk des 18. Jahrhunderts | Fotos hochladen                         |
| Winzervilla                                         | Hauptstraße 25 Lage                                       | um 1920                            | Winzervilla; Bruchsteinbau, um 1920; rückwärtiges Kelterhaus | Fotos hochladen                         |
| Winzervilla                                         | Hauptstraße 26 Lage                                       | 1910                               | Winzervilla; späthistoristischer Bruchsteinbau, teilweise Fachwerk, 1910; Gesamtanlage mit Ökonomietrakt | Fotos hochladen                         |
| Gasthaus                                            | Hauptstraße 47, Am Spilles 2 Lage                         | 1859                               | ehemaliges Gasthaus; großer Schieferbruchsteinbau, Krüppelwalmdach, bezeichnet 1859, sowie Putzbau, 1885, Tanzsaal mit Musikgalerie, Vorgarten | Fotos hochladen                         |
| Skulptur                                            | Im Brauweiler, bei Nr. 1 Lage                             | 16. oder 17. Jahrhundert           | barocke Rundnische, darin Sandsteinskulptur aus dem 16. oder 17. Jahrhundert; Grabkreuz, bezeichnet 1567 | Fotos hochladen                         |
| Wohnhaus                                            | Lindenstraße 11 Lage                                      | 18. Jahrhundert                    | Fachwerkhaus, teilweise massiv, Krüppelwalmdach, 18. Jahrhundert | Fotos hochladen                         |
| Wohnhaus                                            | Lindenstraße 114 Lage                                     | Mitte des 17. Jahrhunderts         | Fachwerkhaus, teilweise massiv, Mitte des 17. Jahrhunderts | BW                                      |
| Winzervilla                                         | Moselweinstraße 4 Lage                                    | um 1900/10                         | Winzervilla; späthistoristischer Bruchsteinbau, teilweise Fachwerk, Moselstil, um 1900/10 | Fotos hochladen                         |
| Winzerhaus                                          | Zehnthofstraße 1 Lage                                     | zweite Hälfte des 19. Jahrhunderts | Winzerhaus; Bruchsteinbau, zweite Hälfte des 19. Jahrhunderts | Fotos hochladen                         |
| Katholische Pfarrkirche St. Stephan                 | Zehnthofstraße 3 Lage                                     | 1785                               | separater frühgotischer Turm, 13. Jahrhundert, mit schiefergedecktem spitzen Pyramidendach vom Ende des 15. Jahrhunderts; barocker Saalbau, 1785; Kriegerdenkmal, Erzengel Michael; Taufstein, 13. Jahrhundert; Gesamtanlage                          | weitere Bilder Fotos hochladen          |
| Winzerhaus                                          | Zehnthofstraße 4 Lage                                     | 1887                               | Winzerhaus, bezeichnet 1887 | Fotos hochladen                         |
| Himmeroder Hof                                      | Zehnthofstraße 5 Lage                                     | 15. bis 18. Jahrhundert            | katholisches Pfarrhaus; im Kern spätgotischer, bis in die Barockzeit erweiterter zweiflügeliger Bau des 15. bis 18. Jahrhunderts; klassizistisches Außenportal, bezeichnet 1786                                                                       | Fotos hochladen                         |
| Wohnhaus                                            | Zehnthofstraße 6 Lage                                     | 18. Jahrhundert                    | Fachwerkhaus, teilweise massiv, 18. Jahrhundert | Fotos hochladen                         |
| Wohnhaus                                            | Zehnthofstraße 8 Lage                                     | 1740                               | Fachwerkhaus, teilweise massiv, Krüppelwalmdach, bezeichnet 1740, im Kern eventuell älter; seitlicher Bogen, bezeichnet 1564 mit (neuer) Figur; östlich anschließend traufständiger Wohnbau mit Fachwerkobergeschoss, im Kern aus dem 18. Jahrhundert | BW                                      |
| Kurfürstliches Hochgericht                          | Zehnthofstraße 9 Lage                                     | 1785                               | ehemaliges Hof- und Gerichtshaus; Putzbau, 1785 | Fotos hochladen                         |
| Wohnhaus                                            | Zehnthofstraße 11 Lage                                    | 18. oder 19. Jahrhundert           | zweigeschossiges Fachwerkwohnhaus, teilweise massiv, 18. oder 19. Jahrhundert | BW                                      |
| Wohnhaus                                            | Zehnthofstraße 12 Lage                                    | 17. oder 18. Jahrhundert           | giebelständiges Wohnhaus, im Kern aus dem 17. oder 18. Jahrhundert, Bruchsteinfassade, im Erdgeschoss verändert | Fotos hochladen                         |
| Wohnhaus                                            | Zehnthofstraße 14 Lage                                    | 1623                               | dreigeschossiges Fachwerkhaus, teilweise massiv, bezeichnet 1623 und 1828 (Umbau) | Fotos hochladen                         |
| Kurtrierisches Amtshaus                             | Zehnthofstraße 20 Lage                                    | 1585                               | dreigeschossiges Fachwerkhaus, teilweise massiv, steinerner Treppenturm, bezeichnet 1585, Krüppelwalmdach, 17. Jahrhundert | Fotos hochladen                         |
| Takenplatten                                        | Zehnthofstraße, an Nr. 26 Lage                            | ab dem 16. Jahrhundert             | Takenplatten, 16. Jahrhundert, 1732; gusseisernes Wappen; Schwengelpumpe | Fotos hochladen                         |
| Wohnhaus                                            | Zum Daupes 1 Lage                                         | 17. Jahrhundert                    | Fachwerkhaus, teilweise massiv, verputzt, steiles Dach mit Schopfwalm, 17. Jahrhundert | BW                                      |
| Kreuzweg mit Ölbergkapelle                          | nördlich des Ortes Lage                                   | Ende des 19. Jahrhunderts          | Kapelle, neugotischer Putzbau; Altartisch, acht neugotische Figuren, Vesperbild; 14 Kreuzwegstationen, Ölbergkapelle und reliefierter Bildstocktyp, Ende des 19. Jahrhunderts                                                                         | Fotos hochladen                         |
| Wegekreuz                                           | nördlich des Ortes neben der vierten Kreuzwegstation Lage | 1674                               | Wegekreuz, Basalt, bezeichnet 1674 | BW                                      |
| Wegekreuz                                           | nördlich des Ortes am Moselufer                           |                                    | Wegekreuz mit Podest | Direkt Bild zu diesem Denkmal hochladen |
| Olligs-Heiligenhäuschen Zur Heiligen Dreifaltigkeit | östlich des Ortes an der B 49 Lage                        | 1703                               | Wegekapelle, teilweise Fachwerk, bezeichnet 1703; drei Hochreliefs, 17. Jahrhundert; barocke Bildwerke | Fotos hochladen                         |
| Wegekreuz                                           | östlich des Ortes im Weinberg                             | 1587                               | Wegekreuz, Basalt, bezeichnet 1587 | Direkt Bild zu diesem Denkmal hochladen |
| Sonnenuhr                                           | westlich des Ortes im Weinberg Lage                       |                                    | Sonnenuhr, hochrechteckige Tafel | Fotos hochladen                         |

## Grabungsschutzgebiete
| Bezeichnung                   | Lage                                   | Baujahr | Beschreibung                               | Bild                           |
| ----------------------------- | -------------------------------------- | ------- | ------------------------------------------ | ------------------------------ |
| Grabungsschutzgebiet Martberg | nordöstlich des Ortes am Martberg Lage |         | gallorömisches Areal, Grabungsschutzgebiet | weitere Bilder Fotos hochladen |